# (23518) 1992 SP1
(23518) 1992 SP1 est un astéroïde de la ceinture principale d'astéroïdes découvert en 1992.

## Description
(23518) 1992 SP1 a été découvert le 20 septembre 1992 à Kushiro (Japon) par Seiji Ueda et Hiroshi Kaneda.

### Caractéristiques orbitales
L'orbite de cet astéroïde est caractérisée par un demi-grand axe de 3,18 UA, un périhélie de 2,53 UA, une excentricité de 0,20 et une inclinaison de 19,13° par rapport à l'écliptique. Du fait de ces caractéristiques, à savoir un demi-grand axe compris entre 2 et 3,2 UA et un périhélie supérieur à 1,666 UA, il est classé, selon la JPL Small-Body Database, comme objet de la ceinture principale d'astéroïdes.

### Caractéristiques physiques
(23518) 1992 SP1 a une magnitude absolue (H) de 13,7 et un albédo estimé à 0,041.